# Báb
Siyyid Mírzá 'Alí-Muhammad (en persa: سيد علی ‌محمد‎; Shiraz, 20 de octubre de 1819-Tabriz, 9 de julio de 1850), de las figuras más importantes del bahaísmo, fue un comerciante persa, que a la edad de 25 años declaró ser la nueva Manifestación de Dios y el Mahdi (o Qá'im) esperado. Por lo tanto, tomó el título de Báb (en árabe: باب‎), que significa ‘puerta’, siendo por tanto cabeza del babismo, anterior a la fundación de la fe bahaí. Bahá'u'lláh, fundador del bahaísmo, fue uno de sus discípulos y proclamó el cumplimiento de su profecía.
Hijo de Siyyid Muhammad-Ridá, con el título de siyyid (es decir, un descendiente de Mahoma), el 23 de mayo de 1844 proclamó ser el Qa’im (‘aquel que se levanta’) prometido a los musulmanes, cuya venida introduciría una nueva era para la humanidad. La religión que afianzó, el babismo, distinta del islam, aunque surgió de su seno, de igual modo que el cristianismo surgió del seno del judaísmo y el budismo del hinduismo. El babismo tiene sus propias escrituras sagradas y enseñanzas religiosas, principalmente el Bayán. El Báb afirmó que su principal misión era anunciar la inminente venida del profeta de Dios prometido por todas las religiones, al que se refiere como "Aquel a Quien Dios Manifestará" y que sería responsable de la unificación de la humanidad. Sus seguidores son conocidos como babíes.[cita requerida]
Sus enseñanzas hacen hincapié en el concepto de que todas las religiones reveladas fueron transmitidas por Dios a la humanidad, adaptadas para la época en que fueron surgiendo. Este concepto se conoce como «revelación progresiva». También enseñan sobre la igualdad de derechos para los hombres y las mujeres, condenando los prejuicios de cualquier clase.
El creciente número de personas que se adherían a estas nuevas enseñanzas en un muy corto lapso de tiempo  alarmó a las autoridades políticas y religiosas de Persia. Debido a su mensaje, tanto él como sus seguidores fueron blanco de persecución y violencia. Fue hecho prisionero repetidamente y finalmente fusilado en Tabriz, por un pelotón de 750 soldados, según orden dictada por el gran visir Amir Kabir. Más de 20 000 babíes fueron martirizados en los años posteriores a este suceso.
En 1863, Mirzá Husayn ‘Ali, conocido como Bahá'u'lláh (‘La Gloria de Dios’), uno de los más destacados discípulos de El Báb, proclamó que era justamente el profeta que Dios manifestaría, Aquel a Quien Dios Manifestará anunciado por El Báb y asimismo prometido por otros profetas del pasado.
Casi la totalidad de los seguidores de El Báb aceptaron la nueva revelación, que se denomina fe bahá'í. Su sepulcro se encuentra en Haifa, Israel, en el Centro Mundial Bahaí. Los bahá'ís observan el nacimiento, la revelación y el martirio de El Báb como días sagrados.

## Antecedentes

### Primeros años

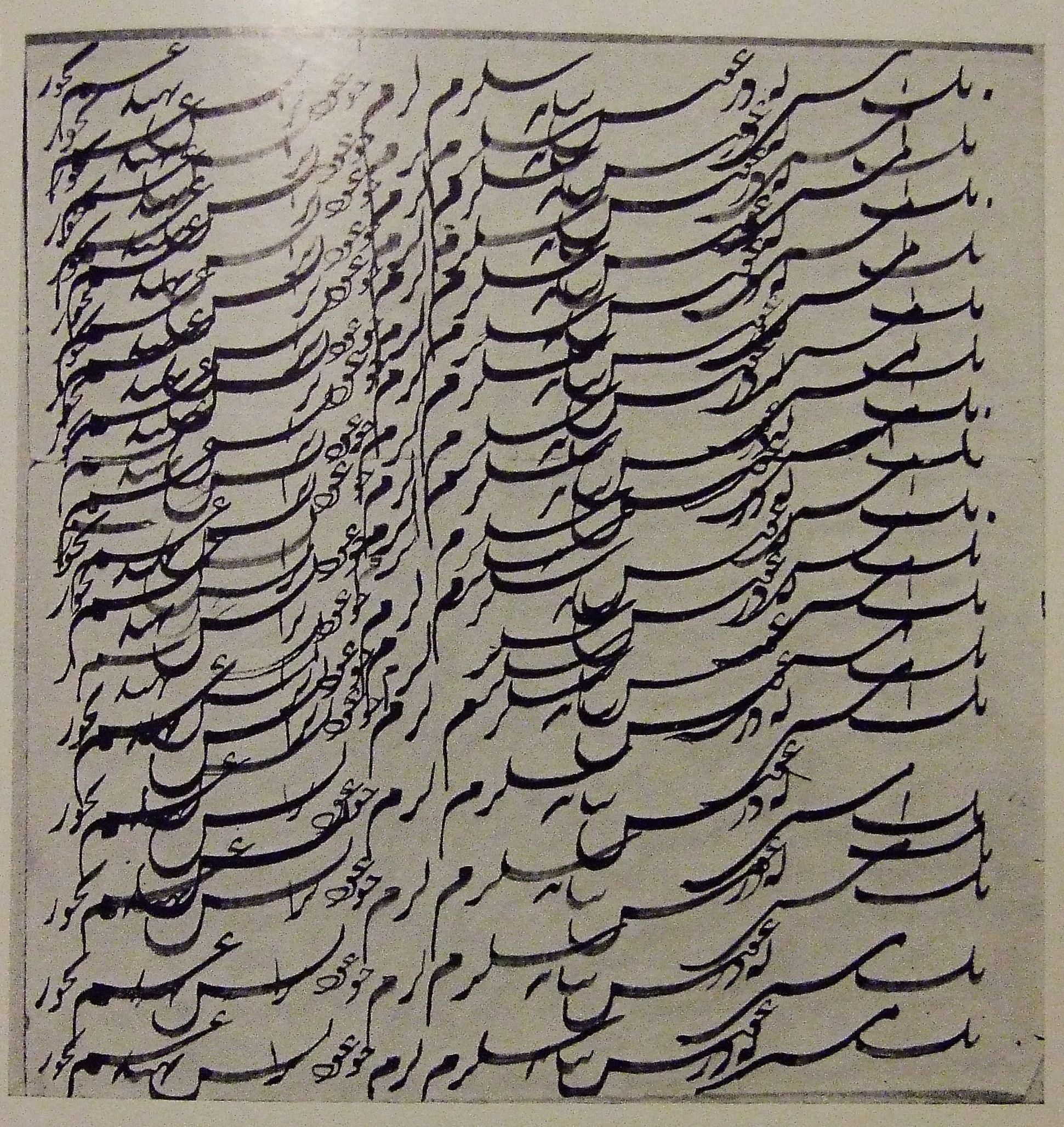
Ejercicio caligráfico del Báb escrito antes de los diez años

Ali Muhammad nació el 20 de octubre de 1819 (1 de muharram de 1235 AH), en Shiraz, hijo de Muhammad Riḍá, un comerciante de clase media de la ciudad, y de su madre Fátimih (1800-1881), hija de un destacado comerciante de Shiraz y más tarde se convirtió en bahaí. Su padre murió cuando él era bastante joven, y su tío materno Hájí Mírzá Siyyid ʻAlí, un comerciante, lo crio. Era descendiente de Mahoma, un sayyid, a través de Husayn ibn Ali por medio de sus dos progenitores. En Shiraz su tío lo envió a una escuela primaria (maktab), donde permaneció durante seis o siete años.
En contraste con la teología formal y ortodoxa que dominaba el plan de estudios de la época, que incluía el estudio de la jurisprudencia y la gramática árabes, desde joven El Báb se sintió inclinado por materias poco convencionales como las matemáticas y la caligrafía, que eran poco estudiadas. La preocupación de El Báb por la espiritualidad, la creatividad y la imaginación también enfureció a sus maestros y no fue tolerada en el ambiente del sistema escolar persa del siglo XIX, que Abbas Amanat describe como "cruel, arcaico y monótono"  Esto llevó a El Báb a desilusionarse con el sistema educativo, reformándolo más tarde en su Bayan, donde instruye a los adultos a tratar a los niños con dignidad, a permitir que los niños tengan juguetes y participen en juegos y a no mostrar nunca ira o dureza con sus alumnos.
En algún momento entre los 15 y los 20 años se unió a su tío en el negocio familiar, una casa de comercio, y se convirtió en comerciante en la ciudad de Bushehr, cerca del Golfo Pérsico. Algunos de sus primeros escritos sugieren que no disfrutaba del negocio y que, en cambio, se aplicaba al estudio de la literatura religiosa. Uno de sus seguidores contemporáneos lo describió como "muy taciturno, y [él] nunca pronunciaba una palabra a menos que fuera absolutamente necesario. Ni siquiera respondía a nuestras preguntas. Estaba constantemente absorto en sus propios pensamientos y se preocupaba por repetir sus oraciones y versos. Se le describe como un hombre apuesto, con una barba fina, vestido con ropas limpias, con un chal verde y un turbante negro"  Como comerciante, era conocido por su honestidad y confianza en los negocios y un médico irlandés lo describió como "un hombre muy apacible y de aspecto delicado, más bien pequeño de estatura y muy rubio para ser persa, con una voz suave y melodiosa, que me llamó mucho la atención". Shoghi Effendi señala "la gentil, la juvenil e irresistible persona del Báb" y lo elogia por ser "inigualable en su mansedumbre, imperturbable en su serenidad, magnético en su expresión"  Esta personalidad ha sido descrita como que "cautivó a muchos de los que lo conocieron".

### Matrimonio
En 1842 se casó con Khadíjih-Bagum (1822-1882); él tenía 23 años y ella 20. Ella era hija de un prominente comerciante de Shíráz. El matrimonio fue feliz, y tuvieron un hijo, un niño llamado Ahmad que murió el año en que nació, 1843. El parto puso en peligro la vida de Khadijih y no volvió a concebir. La joven pareja ocupó una modesta casa en Shiraz junto con la madre del Báb. Más tarde, Khadijih se convirtió en baháʼí.

### Movimiento Shaykhi
En la década de 1790 en Persia, Shaykh Ahmad (1753-1826) inició un movimiento religioso dentro del Islam chiita twelver. Sus seguidores, que se conocieron como Shaykhis, esperaban la inminente aparición del al-Qa'im de los Ahl al-Bayt, también llamado "el Mahdi". Tras la muerte de Shaykh Ahmad, el liderazgo pasó a Kazim Rashti (1793-1843).
En 1841 el Báb fue en peregrinación a Irak, y durante siete meses permaneció principalmente en Karbala y sus alrededores. Allí asistió a las conferencias de Kazim Rashti y se convirtió en su seguidor.
A partir de su muerte, en diciembre de 1843, Kazim Rashti aconsejó a sus seguidores que abandonaran sus hogares para buscar al Mahdi, que, según sus profecías, aparecería pronto. Uno de estos seguidores, Mullá Husayn, tras velar durante 40 días en una mezquita, viajó a Shiraz, donde conoció al Báb.

## Ejecución

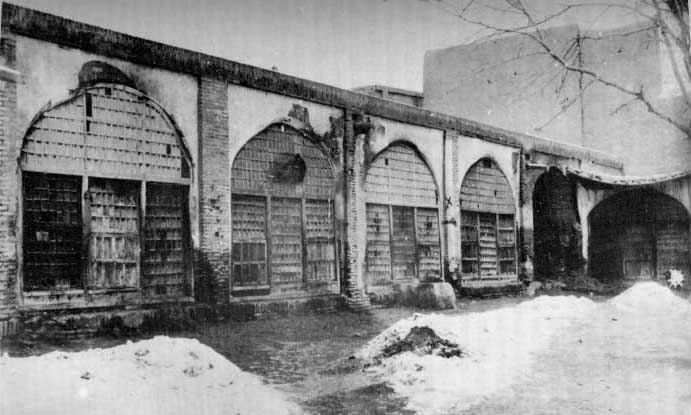
La plaza del cuartel en Tabriz, donde fue ejecutado el Báb

A mediados de 1850, un nuevo primer ministro, Amir Kabir, ordenó la ejecución del Báb, probablemente porque las derrotas de varias insurrecciones bábies y la popularidad del movimiento parecían menguar. El Báb fue llevado a Tabriz desde Chehriq para una ejecución por fusilamiento. La noche anterior a su ejecución, mientras era conducido a su celda, un joven bábí, Muhammad-Ali "Anis" de Zonuz, se arrojó a los pies del Báb y rogó el martirio con él, luego fue inmediatamente arrestado y colocado en la misma celda que el Báb.
En la mañana del 9 de julio de 1850 (28 de Sha'ban de 1266 del año AH), llevado al patio del cuartel donde estaba recluido, aparecieron miles de personas reunidas para ver su ejecución. El Báb y Anís fueron suspendidos en una pared y un gran pelotón de soldados se preparó para disparar. Numerosos informes de testigos presenciales, incluidos los de diplomáticos occidentales, relatan el resultado. La orden fue dada para disparar. Los relatos difieren en los detalles, pero todos coinciden en que la primera descarga no logró matar al Báb; las balas, en cambio, habían cortado la cuerda que los suspendía del muro. Se trajo un segundo pelotón de fusilamiento y se dio una segunda orden de disparar. Esta vez el Báb fue asesinado. En la tradición bábí y baháʼí, se cree que el hecho de que el primer disparo no matara al Báb fue un milagro. Según fuentes iraníes y rusas los restos del Báb y de Anis fueron arrojados a una zanja y comidos por los perros, acción condenada por Justin Sheil, entonces ministro británico en Teherán.
Fuentes baháʼí sostienen que sus restos fueron rescatados clandestinamente por un puñado de bábis y luego escondidos. Con el tiempo, los restos fueron transportados en secreto según las instrucciones de Baháʼu'lláh y luego de ʻAbdu'l-Bahá por medio de Isfahán, Kirmanshah, Bagdad, Damasco, Beirut, y luego por mar hasta Acre en la llanura bajo el Monte Carmelo en 1899. El 21 de marzo de 1909, los restos fueron enterrados en una tumba especial, el Santuario del Báb, erigido con este fin por ʻAbdu'l-Bahá, en el Monte Carmelo en la actual Haifa, Israel. En sus alrededores, el Centro Mundial Baháʼí acoge a los visitantes para que recorran los jardines.

## Enseñanzas
Las enseñanzas del Báb tienen tres grandes etapas, cada una con un enfoque temático dominante. Sus primeras enseñanzas se definen principalmente por su interpretación del Corán y hadith, y que sus enseñanzas están en consonancia con el "verdadero Islam". En lugar de revelar nuevas leyes religiosas, la doctrina temprana de Babi se caracteriza por "los significados internos y místicos de la ley religiosa", en "convertir la acción ritual en un viaje espiritual"
 y el uso pronunciado del simbolismo. Estos temas continúan en los años posteriores, pero se produce un cambio en el que su énfasis se traslada a la elucidación filosófica y, finalmente, a los pronunciamientos legislativos.
En la segunda etapa filosófica, el Báb da una explicación de la metafísica del ser y la creación, y en la tercera etapa legislativa sus principios místicos e históricos se unen a medida que los escritos del Báb adquieren una conciencia histórica. y establece claramente el principio de Revelación progresiva.
El Báb aborda en esta segunda etapa muchas cuestiones fundamentales de la religión, entre ellas cómo reconocer la verdad espiritual, la naturaleza del ser humano, el significado de la fe, la naturaleza de las buenas acciones, las condiciones previas del viaje espiritual y la cuestión de la eternidad u origen del mundo. Incluso, en su Tratado sobre el canto, explora la filosofía de la música.
En 1848 las enseñanzas del Báb cambiaron con una clara abrogación de la ley islámica y la introducción de su propio conjunto de doctrinas. El sistema legal del Báb incluía detalles para el matrimonio, el entierro, la peregrinación, la oración y otras prácticas que parecen diseñadas para un futuro estado bábí o para ser implementadas por Aquel a quien Dios hará manifiesto, un futuro profeta que se menciona a lo largo de los escritos del Báb.
En muchos aspectos, el Báb elevó el estatus de la mujer en sus enseñanzas. Enseñó que, puesto que Dios trasciende los límites de lo masculino y lo femenino, Dios desea que "ni los hombres se exalten sobre las mujeres, ni las mujeres se exalten sobre los hombres". El Báb instruyó a sus seguidores para que no maltrataran a las mujeres "ni siquiera por un parpadeo"  y estableció que la pena por causar dolor a las mujeres era el doble que por causar dolor a los hombres. También fomentó la educación de las mujeres y no mostró distinción de género en las leyes bábias sobre educación. Armin Eschraghi señala el contexto del Irán del siglo XIX y que, "Los lectores occidentales modernos podrían no apreciar el potencial revolucionario" de la enseñanza del Báb de que "Aquellos que han sido criados en esta comunidad, hombres y mujeres, pueden mirarse [entre sí], hablar y sentarse juntos"  La Voluntad Primordial de Dios también se personifica como la figura femenina de la doncella del cielo. El Báb también prefiguró los desarrollos posteriores de los medios de comunicación, al enfatizar la necesidad de un sistema rápido de comunicación de noticias, que estuviera disponible para todos, sin importar su riqueza o posición social. Escribe, con respecto a las noticias, que "hasta que tal sistema se haga universal, su beneficio no llegará a los servidores del reino, a menos que llegue un momento en que sea accesible a todo el pueblo. Aunque hoy los reyes tienen sus propios mensajeros especiales, esto es infructuoso, pues los pobres están privados de tal servicio." Comentando los extremos de la riqueza y la pobreza en la sociedad, el Báb también enseña que la verdadera estación de los ricos debe ser como "los depositarios de Dios"  y ordena la generosidad y la caridad. Dice: "Si encontráis a alguien afectado por la pobreza, enriquecedlo en la medida de vuestras posibilidades... si encontráis a alguien que esté en apuros, llevadle tranquilidad por cualquier medio a vuestro alcance" 
Jack McLean, resumiendo el análisis de Nader Saiedi, escribe que los escritos del Báb "prevén cuestiones globales actuales de crisis, como la protección del medio ambiente y la mercantilización de los recursos naturales" El Báb pide específicamente la pureza absoluta del agua en el Bayán y como todas las sustancias vuelven a la capa freática interior y a los océanos, esto podría verse fácilmente como una ley general para la protección del medio ambiente. El Bayán árabe también prohíbe la mercantilización de los cuatro elementos, tierra, aire, fuego y agua.
Las enseñanzas teológicas del Báb incluyen, "rasgos gnósticos y neoplatónicos comunes a sectas chiítas anteriores como el Ismaʿilis y el Ḥorūfīs" y, "en el corazón del sistema está la creencia de que la esencia divina o eterna es incognoscible, indescriptible e inaccesible", según Denis MacEoin. Esto continuaría como un principio clave de la Fe bahá'í. (véase Dios en la Fe baháʼí) Según Edward Browne algunas de las teorías del Báb dependen de las de Ibn Arabi. Esta dependencia se refiere sobre todo al significado más profundo que ambos místicos dedican a ciertas letras y números, concretamente la letra bā y los números 19 y 361.
El Báb también desarrolló una filosofía estética distinta, que enfatizaba la belleza y el refinamiento (litafat) como principios rectores, no sólo para el arte sino para nuestras acciones, y subrayaba la necesidad de llevar todas las cosas a su más alto estado de perfección, o paraíso (itqan). Saiedi escribe que, "El Báb deja claro que quiere que Su comunidad sea la encarnación de la perfección en todas las cosas. Además, Él define el embellecimiento y la excelencia en el arte como el medio de la espiritualización del mundo". El propio Báb escribe, utilizando la caligrafía como ejemplo de un principio universal, "Si conociera un grado superior de refinamiento y no lo manifestara en ese papel, lo privaría de su paraíso, y se le pediría cuentas, pues ¿por qué, a pesar de poseer los medios, has retenido la efusión de la gracia y el favor?"  Moojan Momen escribe, respecto a la palabra refinamiento, que El Báb "parece haber considerado que esta palabra significa lo más cercano que la realidad física puede llegar a la realidad espiritual. A medida que la realidad física asciende y se acerca a la realidad espiritual, pierde sus cualidades de grosor, densidad e impureza... y adquiere las cualidades de delicadeza, pureza y refinamiento" 

## Obras mejor conocidas del Báb
Tomado de Los Rompedores del Alba.
- El Bayán Persa
- El Bayán Árabe
- El Qayyúmu'l-Asmá'
- El Sahífatu'l-Haramayn
- El Dalá'il-i-Sab'ih
- Comentario sobre el Sura de Kawthar
- Comentario sobre el Sura de Va'l-'Asr
- El Kitáb-i-Asmá'
- Sahífiy-i-Ja'faríyyih
- Sahífiy-i-Makhdhúmíyyih
- Ziyárat-i-Sháh-'Abdu'l-'Azím
- Kitáb-i-Panj-Sha'n
- Sahífiy-i-Radavíyyih
- Risáliy-i-'Adliyyih
- Risáliy-i-Fiqhíyyih
- Risáliy-i-Dhahabíyyih
- Kitábu'r-Rúh
- Súriy-i-Tawhíd
- Lawh-i-Hurúfát
- Tafsir-i-Nubuvvat-i-Khássih
- Risáliy-i-Furú-i-'Adlíyyih
- Khasá'il-i-Sab'ih
- Epístolas a Muhammad Sháh y a Hájí Mírzá Áqásí